# Obrije
Obrije (nemško Abriach) je naselje v Občini Galicija v Okraju Velikovec na Koroškem v Avstriji.